# Volume 2 (Oscar Pettiford)
Volume 2 è un album di Oscar Pettiford, pubblicato dalla Bethlehem Records nel 1955 (come riportato dai cataloghi delle pubblicazioni dei dischi originali, altre fonti riportano come data il 1956). Tutti i brani furono registrati il 12 agosto 1955. Il disco fu pubblicato con differenti titoli sia dalla Bethlehem Records che da altre etichette. Ad esempio: Oscar Pettiford (Bethlehem Records, BCP 33), da non confondere con un altro LP di Pettiford con lo stesso titolo ma pubblicato nel 1954 su Bethlehem Records BCP-1003; Another One (su vinile sempre come Bethlehem BCP-33), Oscar Pettiford Sextet (Bethlehem Records, BCP-33), messo in commercio su CD nel 2000 e nuovamente nel 2013 dalla Avenue Records.

## Tracce
Lato A
1. Another One – 5:10 (Quincy Jones)
2. Minor 7th Heaven – 4:11 (Osie Johnson)
3. Stardust – 3:31 (Hoagy Carmichael, Mitchell Parish)
4. Bohemia After Dark – 5:35 (Oscar Pettiford)

Lato B
1. Oscalypso – 2:24 (Oscar Pettiford)
2. Scorpio – 3:46 (Mary Lou Williams)
3. Titoro – 3:21 (Billy Taylor)
4. Don't Squawk – 4:17 (Oscar Pettiford)
5. Kamman's A-Commin' – 4:12 (Oscar Pettiford)

LP pubblicato con il titolo di Oscar Pettiford (Bethlehem Records, BCP-33)
Lato A
1. Kamman's A' Comin' – 4:12 (Oscar Pettiford)
2. Minor 7th Heaven – 4:11 (Osie Johnson)
3. Stardust – 3:31 (Hoagy Carmichael, Mitchell Parish)
4. Bohemia After Dark – 5:35 (Oscar Pettiford)

Lato B
1. Oscalypso – 2:24 (Oscar Pettiford)
2. Scorpio – 3:46 (Mary Lou Williams)
3. Titoro – 3:21 (Billy Taylor)
4. Don't Squawk – 4:17 (Oscar Pettiford)
5. Another One – 5:10 (Quincy Jones)

CD dal titolo Another One del 2000, pubblicato dalla Avenue Records
1. Kamman's A' Comin' – 4:12 (Oscar Pettiford)
2. Minor Seventh Heaven – 4:11 (Osie Johnson)
3. Stardust – 3:31 (Hoagy Carmichael, Mitchell Parish)
4. Bohemia After Dark – 5:35 (Oscar Pettiford)
5. Oscalypso – 2:24 (Oscar Pettiford)
6. Scorpio – 3:46 (Mary Lou Williams)
7. Titoro – 3:21 (Billy Taylor)
8. Don't Squawk – 4:17 (Oscar Pettiford)
9. Another One[2] – 5:10 (Quincy Jones)

## Musicisti
- Oscar Pettiford - violoncello (tranne nel brano: Stardust)
- Oscar Pettiford - contrabbasso (solo nel brano: Stardust)
- Donald Byrd - tromba (tranne nel brano: Stardust)
- Ernie Royal - tromba (tranne nel brano: Stardust)
- Bob Brookmeyer - trombone (tranne nel brano: Stardust)
- Gigi Gryce - clarinetto, sassofono alto (tranne nel brano: Stardust)
- Jerome Richardson - clarinetto, flauto, sassofono tenore (tranne nel brano: Stardust)
- Don Abney - pianoforte
- Osie Johnson - batteria (tranne nel brano: Stardust)[3]